# Solanhac (Puèi Domat)
Solignat és un municipi francès situat al departament del Puèi Domat i a la regió d'Alvèrnia-Roine-Alps. L'any 2007 tenia 438 habitants.

## Demografia

### Població
El 2007 la població de fet de Solignat era de 438 persones. Hi havia 186 famílies de les quals 42 eren unipersonals (15 homes vivint sols i 27 dones vivint soles), 72 parelles sense fills, 57 parelles amb fills i 15 famílies monoparentals amb fills.
La població ha evolucionat segons el següent gràfic:
Habitants censats

### Habitatges
El 2007 hi havia 231 habitatges, 189 eren l'habitatge principal de la família, 29 eren segones residències i 13 estaven desocupats. 223 eren cases i 9 eren apartaments. Dels 189 habitatges principals, 163 estaven ocupats pels seus propietaris, 21 estaven llogats i ocupats pels llogaters i 5 estaven cedits a títol gratuït; 8 tenien dues cambres, 24 en tenien tres, 63 en tenien quatre i 95 en tenien cinc o més. 157 habitatges disposaven pel capbaix d'una plaça de pàrquing. A 68 habitatges hi havia un automòbil i a 105 n'hi havia dos o més.

### Piràmide de població
La piràmide de població per edats i sexe el 2009 era:
| Homes | Edats   | Dones |
| ----- | ------- | ----- |
| 0     | 95 o +  | 0     |
| 0     | 90 a 94 | 0     |
| 4     | 85 a 89 | 0     |
| 0     | 80 a 84 | 4     |
| 4     | 75 a 79 | 8     |
| 16    | 70 a 74 | 12    |
| 12    | 65 a 69 | 16    |
| 8     | 60 a 64 | 8     |
| 12    | 55 a 59 | 20    |
| 8     | 50 a 54 | 8     |
| 28    | 45 a 49 | 24    |
| 20    | 40 a 44 | 16    |
| 8     | 35 a 39 | 12    |
| 16    | 30 a 34 | 8     |
| 16    | 25 a 29 | 8     |
| 12    | 20 a 24 | 4     |
| 20    | 15 a 19 | 12    |
| 16    | 10 a 14 | 12    |
| 12    | 5 a 9   | 0     |
| 8     | 0 a 4   | 8     |

## Economia
El 2007 la població en edat de treballar era de 295 persones, 224 eren actives i 71 eren inactives. De les 224 persones actives 204 estaven ocupades (119 homes i 85 dones) i 19 estaven aturades (4 homes i 15 dones). De les 71 persones inactives 33 estaven jubilades, 16 estaven estudiant i 22 estaven classificades com a «altres inactius».

### Ingressos
El 2009 a Solignat hi havia 200 unitats fiscals que integraven 471 persones, la mediana anual d'ingressos fiscals per persona era de 17.877 €.

### Activitats econòmiques
Dels 17 establiments que hi havia el 2007, 1 era d'una empresa extractiva, 1 d'una empresa alimentària, 1 d'una empresa de fabricació d'altres productes industrials, 6 d'empreses de construcció, 4 d'empreses de comerç i reparació d'automòbils, 1 d'una empresa financera, 1 d'una empresa immobiliària, 1 d'una empresa de serveis i 1 d'una empresa classificada com a «altres activitats de serveis».
Dels 7 establiments de servei als particulars que hi havia el 2009, 5 eren paletes, 1 fusteria i 1 lampisteria.
Dels 2 establiments comercials que hi havia el 2009, 1 era una botiga de menys de 120 m² i 1 una fleca.
L'any 2000 a Solignat hi havia 19 explotacions agrícoles que ocupaven un total de 1.053 hectàrees.

## Equipaments sanitaris i escolars
El 2009 hi havia una escola elemental integrada dins d'un grup escolar amb les comunes properes formant una escola dispersa.

## Poblacions més properes
El següent diagrama mostra les poblacions més properes.